# Bão Kai-tak (2000)
Bão Kai-tak, còn được biết ở Philippines với tên gọi Bão Edeng hay bão số 1 năm 2000 ở Việt Nam, là 1 cơn bão cuồng phong cấp 1 trong năm 2000.

## Cấp bão
Cấp bão (Việt Nam): Bão cuồng phong.
Cấp bão (Nhật Bản): Bão cuồng phong.
Cấp bão (Trung Quốc): Bão cuồng phong.
Cấp bão (Hoa Kỳ): Bão cấp 1.

## Lịch sử khí tượng
Vào ngày 2 tháng 7, một vùng thấp đã hình thành trên Biển Đông khu vực cách Philippines về phía Đông Bắc. Sang ngày mùng 3 vùng thấp đã mạnh lên thành một áp thấp nhiệt đới và nó bắt đầu di chuyển về phía Bắc, trở thành một cơn bão nhiệt đới trong ngày mùng 5 và là bão cuồng phong trong ngày mùng 6. Sau đó Kai-tak tiếp tục di chuyển lên phía Bắc, tấn công Đài Loan trong ngày mùng 9. Đến ngày 11, Kai-tak tan trên biển Hoàng Hải, sau khi đã gây lũ lụt khiến 188 người thiệt mạng. Tên của cơn bão được đặt theo tên một sân bay quốc tế cũ của Hong Kong, sân bay Kai Tak.

## Những thiệt hại
Các tác động kết hợp của Kai-tak và Áp thấp nhiệt đới Gloring đã dẫn đến sự sụp đổ của một đống rác lớn, tàn phá một cộng đồng người nhặt rác với 300 ngôi nhà tồi tàn gần Manila. Ít nhất 116 người đã chết trong trận tuyết lở, một số người đã bị vùi trong tuyết và ít nhất 73 người khác bị thương.